# Christy Goldfuss
Christina "Christy" Goldfuss, flicknamn: White, är en amerikansk ämbetsman, lobbyist och journalist som senast var ordförande för rådgivningsorganet Council on Environmental Quality (CEQ) mellan 16 mars 2015 och 20 januari 2017. Hon var dessförinnan reporter både åt lokalnyheter och NBC, miljölobbyist åt Environment America, biträdande chef för National Park Service:s lobbyverksamhet mot USA:s kongress och andra externa intressen samt rådgivare åt just CEQ mellan 2 februari och 15 mars 2015, innan hon tog över ordförande-posten från Michael Boots.
1999 tog hon en kandidatexamen i statsvetenskap vid Brown University.